# Compte individuel d'épargne retraite
Pour les articles homonymes, voir IRA.
Le compte individuel d'épargne retraite, ou Individual Retirement Account en anglais, plus connu sous ses initiales IRA, est un type de compte d'épargne, aux États-Unis, spécifiquement destiné à cotiser pour la retraite. Ce compte d'épargne, entièrement géré par le particulier contrairement au 401(k) qui est attaché à un employeur donné et est géré par un administrateur tiers, bénéficie d'une fiscalité avantageuse, ses versements ou, suivant les types d'IRA, sa rente, pouvant être exonérés d'impôts.

## Types d'IRA
Il existe plusieurs types d'IRA, les deux grands types d'IRA étant l'IRA dit « traditionnel » et le Roth IRA. Ces deux IRAs diffèrent sur les avantages fiscaux dont ils bénéficient :
- l'IRA dit « traditionnel » (Traditional IRA (en) en anglais) est un compte d'épargne dont les cotisations sont exonérées d'impôts. Néanmoins, à l'âge de la retraite, les revenus du compte d'épargne sont imposables ;
- le Roth IRA (en) est un compte d'épargne dont les cotisations ne sont pas exonérées d'impôts, mais dont la rente est exonérée d'impôts.

Il existe un plafond maximal annuel des sommes que l'on peut cotiser pour un IRA ; ce plafond était fixé à 5500 ou 6500 dollars par an - suivant les âges - en 2015.

## Double imposition
La double imposition persiste dans le cadre de ces dispositifs d'investissement à l'abri de l'impôt. Par exemple, les dividendes étrangers peuvent être imposés à leur point d'origine, et l'IRS ne reconnaît pas cet impôt comme une déduction admissible. Il existe une certaine controverse quant à savoir si cela viole les conventions fiscales, telles que la Convention entre le Canada et les États-Unis d'Amérique concernant les impôts sur le revenu et sur la fortune.

## Investissements restreints
Une fois que l'argent est à l'intérieur d'un IRA, le propriétaire de l'IRA peut donner des instructions au gardien pour utiliser l'argent afin d'acheter la plupart des types de valeurs mobilières cotées en bourse (investissements traditionnels) et des valeurs mobilières non cotées en bourse (investissements alternatifs). Des actifs spécifiques tels que les objets de collection (par exemple, l'art, les cartes de baseball et les pièces rares) et l'assurance vie ne peuvent pas être détenus dans un IRA. Le Code des impôts internes (IRC) des États-Unis indique uniquement ce qui n'est pas autorisé dans un IRA. Certains actifs sont autorisés selon l'IRC, mais les gardiens peuvent ajouter des restrictions supplémentaires pour les comptes détenus sous leur garde. Par exemple, l'IRC autorise un IRA à posséder une partie d'une propriété locative, mais certains gardiens peuvent ne pas permettre que cela soit détenu sous leur garde.
Bien qu'il y ait peu de restrictions sur ce qui peut être investi à l'intérieur d'un IRA, certaines restrictions concernent les actions qui créeraient une transaction interdite avec ces investissements. Par exemple, un IRA peut posséder une pièce de bien immobilier locatif, mais le propriétaire de l'IRA ne peut recevoir ou fournir aucun avantage immédiat à/de cet investissement immobilier. Un exemple d'un tel avantage serait l'utilisation du bien immobilier comme résidence personnelle du propriétaire, permettant à un parent de vivre dans la propriété, ou permettant au propriétaire du compte IRA de réparer une fuite de toilettes. L'IRS indique spécifiquement que les gardiens peuvent imposer leurs propres politiques au-dessus des règles imposées par l'IRS. Ni les gardiens ni les administrateurs ne peuvent fournir de conseils.
De nombreux gardiens d'IRA limitent les investissements disponibles aux comptes de courtage traditionnels tels que les actions, les obligations et les fonds communs de placement. Les investissements dans une classe d'actifs telle que l'immobilier ne seraient autorisés dans un IRA que si l'immobilier est détenu indirectement via une valeur mobilière telle qu'un trust d'investissement immobilier (REIT) coté ou non coté. Les gardiens/administrateurs d'IRA autodirigés peuvent autoriser l'immobilier et d'autres actifs non traditionnels détenus sous des formes autres qu'un REIT, tels qu'une propriété locative, un terrain nu ou des droits de pêche.
Les valeurs mobilières cotées en bourse telles que les options, les contrats à terme ou autres dérivés sont autorisées dans les IRAs, mais certains gardiens ou courtiers peuvent en restreindre l'utilisation. Par exemple, certains courtiers en options autorisent leurs comptes IRA à détenir des options sur actions, mais d'autres non. L'utilisation de certains dérivés ou investissements impliquant un effet de levier peut être autorisée par l'IRC, mais cela peut également amener l'IRA à payer des impôts en vertu des règles de l'impôt sur le revenu des activités commerciales sans lien avec l'objet social (UBIT). Les IRAs autodirigés détenant des investissements alternatifs tels que l'immobilier, les chevaux ou la propriété intellectuelle peuvent impliquer plus de complexité que les IRAs ne détenant que des actions ou des fonds communs de placement.
Un IRA peut emprunter ou prêter de l'argent, mais un tel prêt ne doit pas être personnellement garanti par le propriétaire de l'IRA. Tout prêt sur des actifs dans l'IRA devrait être un prêt sans recours. Le prêt ne pourrait pas être personnellement garanti par le propriétaire du compte IRA, ou par l'IRA elle-même. Il ne peut être garanti que par l'actif en question. Le propriétaire de l'IRA ne peut pas hypothéquer l'IRA en garantie contre une dette extérieure.

## Distribution des fonds
Bien que des fonds puissent être distribués d'un IRA à tout moment, il y a des circonstances limitées dans lesquelles de l'argent peut être distribué ou retiré du compte sans pénalités. À moins qu'une exception ne s'applique, de l'argent peut généralement être retiré sans pénalité en tant que revenu imposable d'un IRA une fois que le propriétaire atteint l'âge de 59 ans et 6 mois. De plus, les propriétaires non-Roth doivent commencer à prendre des distributions d'au moins les montants minimums calculés d'ici le 1er avril de l'année suivant l'atteinte de l'âge de 72 ans. Si la distribution minimale requise (DMR) n'est pas effectuée, la pénalité est de 50 % du montant qui aurait dû être pris. Le montant à prendre est calculé sur la base d'un facteur tiré de la table appropriée de l'IRS et est basé sur l'espérance de vie du propriétaire et éventuellement de son conjoint en tant que bénéficiaire le cas échéant. Les retraits sont imposables sauf s'ils sont versés à une œuvre de bienfaisance après l'âge de 72 ans ; cette limite a changé au fil du temps. Les paiements aux œuvres de bienfaisance sont appelés Distributions Caritatives Qualifiées (DCQ).[17] À la mort du propriétaire, les distributions doivent se poursuivre et s'il y a un bénéficiaire désigné, les distributions peuvent être basées sur l'espérance de vie du bénéficiaire
Il existe plusieurs exceptions à la règle selon laquelle des pénalités s'appliquent aux distributions avant l'âge de 59 ans et demi. Chaque exception a des règles détaillées qui doivent être suivies pour être exemptées des pénalités. Ce groupe d'exemptions de pénalités est connu sous le nom de retraits pour cause de difficultés.